# Municipio de Swenoda
El municipio de Swenoda (en inglés, Swenoda Township) es un municipio del condado de Swift, Minnesota, Estados Unidos. Tiene una población estimada, a mediados de 2022, de 103 habitantes.
Abarca una zona exclusivamente rural.

## Geografía
Está ubicado en las coordenadas 45°11′20″N 95°41′21″O / 45.18889, -95.68917. Según la Oficina del Censo, tiene una superficie total de 92.6 km², de los cuales 91.8 km² corresponden a tierra firme y 0.8 km² están cubiertos de agua.

## Demografía
Según el censo de 2020, en ese momento había 104 personas residiendo en la zona. La densidad de población era de 1.1 hab./km². El 95.19 % de los habitantes eran blancos y el 4.81 % eran de una mezcla de razas. Del total de la población, el 0.96 % era hispano o latino.